# Bosque de protección Puquio Santa Rosa
El bosque de protección Puquio Santa Rosa (BPPSR) es un área protegida en el Perú. Se encuentra en el distrito de Virú, provincia de Trujillo, departamento de La Libertad.
Fue creado el 2 de septiembre de 1982, mediante Resolución Suprema Nº0434-82-AG/DGFF. Tiene una extensión de 72,50 ha. Toma el nombre de puquio, la palabra quechua para manantial debido a la presencia en el lugar de agua proveniente del afloramiento del subsuelo.
El área protege un bosque ribereño al puquio Santa Rosa. Está conformada por hierbas, arbustos y algunos árboles. La vegetación se puede encontrar carricillo, grama salada, palo bobo y el sauce. El lugar es hábitat de aves residentes y migratorias como garzas, patos, gaviotas y playeritos.
El objetivo es contribuir con la conservación del recurso hídrico y garantizando el abastecimiento de agua en la parte baja del valle. Está ubicado en un promedio altitudinal de 50 m s. n. m. y a una temperatura de 24 °C.